# Medida com operador positivo valorizado
Em análise funcional e na teoria de medição quântica, uma 'medida com operador positivo valorizado', ou POVM (em inglês), é uma medida cujos valores são operadores autoadjuntos não negativos em um espaço de Hilbert e cuja integral é o operador de identidade.  Historicamente, o termo medida de operador de probabilidade (POM) tem sido usado como sinônimo de POVM, embora este uso seja presentemente raro.

## Definição
No caso mais simples, um POVM é um conjunto de operadores semidefinídos positivos Hermitianos {\displaystyle \{F_{i}\}} em um espaço de Hilbert {\displaystyle {\mathcal {H}}} que somam ao operador de identidade,
{\displaystyle \sum _{i=1}^{n}F_{i}=\operatorname {I} _{H}.}
Esta fórmula é uma generalização da decomposição de um espaço de Hilbert (dimensional finito) por um conjunto de projetores ortogonais, {\displaystyle \{E_{i}\}}, definido para uma base ortogonal
{\displaystyle \{\left|\phi _{i}\right\rangle \}} por:
{\displaystyle \sum _{i=1}^{N}E_{i}=\operatorname {I} _{H},\quad E_{i}E_{j}=\delta _{ij}E_{i},{\quad }E_{i}=\left|\phi _{i}\right\rangle \left\langle \phi _{i}\right|.}
Uma diferença importante é que os elementos de uma POVM não são necessariamente ortogonais, com a consequência de que o número de elementos na POVM, n, pode ser maior que a dimensão, N, do espaço de Hilbert em que atuam.
Em geral, os POVMs podem ser definidos em situações em que os resultados das medições tomam valores em um espaço não discreto. O fato relevante é que a medição determina uma medida de probabilidade no espaço do resultado seguindo a definição:
Deixe (X, M) ser espaço mensurável; que é "M" é uma álgebra σ de subconjuntos de X. Uma POVM é uma função F definida em M cujos valores são operadores autoadjunto não negativos limitados em um espaço de Hilbert H tal que F(X) = IH e para todo ξ {\displaystyle \in } H,
{\displaystyle E\mapsto \langle F(E)\xi \mid \xi \rangle \ ({\text{for every }}E\in M)}
é uma medida contavelmente aditiva não-negativa sobre a álgebra-σ H. Essa definição deve ser contrastada com a da medida com valor de projeção, que é semelhante, exceto que para medidas com valor de projeção, os valores de F são obrigados a serem operadores de projeção.